# Stéphane Dupont
Pour les articles homonymes, voir Dupont.
Stéphane Dupont, né le 15 février 1950 à Auderghem et mort le 5 mai 2020 à Liège, est un animateur de radio et producteur belge. Il travaille essentiellement pour la RTBF.

## Biographie
Stéphane Dupont se définit comme un « promeneur radiophonique ». Après des études à l’INSAS, il a participé à la fin du magazine Contraste en 1974-1975, avec notamment une séquence de « la photo de la semaine » inventant ainsi la photo radiophonique : un groupe, un événement, qui, grâce au clic de l’appareil photo, permettait de passer à une autre ambiance sonore. En 1979-1980, il a créé avec Luc Vanturenhout une émission musicale rock Radio-Hot-Dog, le samedi de 20 h 0 à 23 h 40, produite par Francois-Michel Van Der Mersch.
Vers 1982, il participe à 18 h au Sud, émission quotidienne culturelle.
C’est en octobre 1983 que naît le magazine Faits-Divers, qui après 10 ans deviendra La Quatrième Dimension et Le Bar de l’Estacade.
À partir de 2005, de 13 h 15 à 14 h, une émission consacrée aux archives porte le nom de Psychédélique Boum-Tchac.
Stéphane Dupont prend sa retraite et quitte la RTBF le 30 novembre 2010 (?...).
Il meurt le 5 mai 2020 à Liège, à l'âge de 70 ans,.

## Émissions

### Faits-Divers
En 1983, commence la grande aventure de Faits-Divers en radio. C’est une équipe de quatre personnes très soudées : Stéphane Dupont et José Dessart (enquêtes et présentation), Luc Vanturenhout (réalisation technique), Francine Struvay (assistanat et programmation musicale) et produite par Jacques Malpas. Faits Divers était une émission centrée sur le fait-divers, avec deux séquences, une revue « en bref et en vrac » des faits divers de la semaine, lu par Thierry Devillers et Roger Francel, et une séquence de 15 à 25 minutes consacrée à un événement raconté par ceux qui l’ont vécu. Préparée en Studio, l’émission était commentée en direct par un invité. Sa diffusion s’étendra d’octobre 1983 à septembre 1994, le samedi entre 10 h et 11 h. Dès 1985 l’émission sera entièrement réalisée en stéréo, une première pour des reportages « live ».
Faits Divers a reçu une Antenne de Cristal, prix de la presse. Le prix Gilson, récompensa une émission sur les otages de Tilff, qui donnera lieu au film La Raison du plus faible par Lucas Belvaux, avec les conversations entre la police et les preneurs d’otage.
Les émissions sur les tueurs du Brabant ont mis en valeur la situation des victimes, en collaboration avec René Haquin, journaliste au journal Le Soir. Dans les années 1990, nombre d’émissions se sont intéressées aux Forges de Clabecq, à Boch et Boël.
En 1989, Luc Vanturenhout quitte l’émission et est remplacé par Jean Franchimont qui y restera jusqu’en 1998 (?...).
L’émission donnera lieu à une version TV que rejoindra José Dessart, remplacé en radio par Dominique Mathieu.

### La Quatrième Dimension
La Quatrième Dimension s’éloigne du reportage pour arriver au documentaire radiophonique, voire la création radiophonique. Le principe est de prendre un endroit banal mais, par le micro, d’entrer dans une autre dimension, par un regard sonore particulier. L’émission s’étale de 1994 à 2015 (?...), elle dure 1 h, de 10 h à 11 h. Ces émissions sont en stéréo, et l’aspect sonore est essentiel. Dominique Mathieu s’en va et elle sera remplacée par Pascale Baïdak. Une réalité par semaine, dans des lieux différents : une ferme, le salon des collectionneurs, les amateurs de vinyles, les jardins en ville, le grand paysage rural, etc.
En mars 2004, La Quatrième Dimension passe au dimanche, de 13 h 30 à 14 h, le son reste important, mais l’émission est portée sur la rêverie, avec un thème musical en rapport avec le sujet abordé dans la séquence : la musique joue un rôle plus important, mélangeant les styles et les époques. Pour cette émission, Stéphane Dupont a travaillé avec Pascal Vossen de 2000 à 2011, puis avec Pierre Digiovani. Certaines séquences étaient réalisées par Dominick Martinot-Lagarde.

### Le Bar de l’Estacade
Le Bar de l’Estacade est une émission radio d’été de Stéphane Dupont, sur La Première, d’une durée de 1 h, de 10 h à 11 h, le samedi. « Dans un coin perdu de la ville, près du canal, se trouve le bar dit « de l’estacade », face au Ciné Rialto : accoudé au bar, Stéphane Dupont raconte les aventures des habitués comme Dimitri (le fils de l’ouvreuse du Rialto), Jean-Marie (le fan d’Elvis), Monsieur Hubert (le pêcheur), Grenadine (la jeune femme qui boit toutes ses consommations à la paille)… »
Les habitués et les habitants sont en lutte continuelle contre les projets de rénovation du quartier. La dernière a eu lieu le 2 janvier 2011. Un récit de Stéphane Dupont, avec extraits de film, musiques et des ambiances enregistrées.

## Enseignement

### INSAS
(à développer)

### ‘’autre école’’
(à développer)

### ‘’Commission de suivi de la création radiophonique en communauté française de Belgique’’
(à développer)

### Articles
- « Stéphane Dupont… au travers de sa discothèque dans Le Monde est un Village », La Première,‎ 27 octobre 2020 (lire en ligne, consulté le 17 août 2025).